# فدائيون فلسطينيون

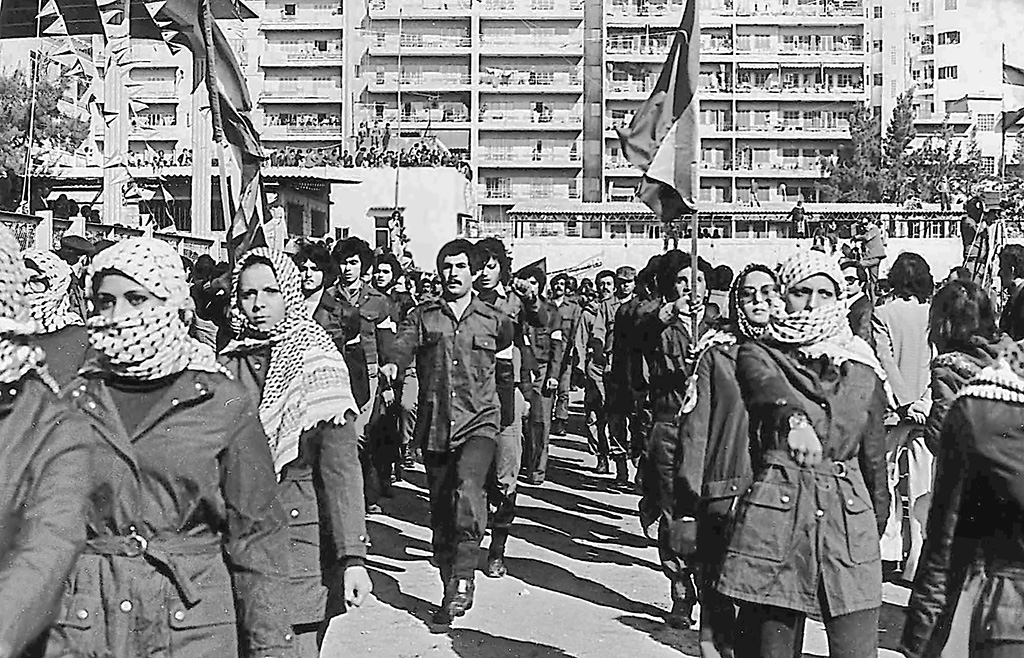
فدائيون فلسطينيون في الحرب الأهلية اللبنانية

الفدائيون الفلسطينيون هي مجموعة عسكرية فلسطينية رافضة للاحتلال الصهيوني لفلسطين، يعتبرهم الفلسطينيون المقاتلين الأحرار، استلهموا حركتهم من حرب العصابات في الجزائر وفيتنام والصين وأمريكا الاتينية. انبثقت الحركة من بين اللاجئين الفلسطينيين الذين طردوا أو فروا من قراهم نتيجة لحرب 1948 بين العرب وإسرائيل، وفي منتصف 1950 بدأ الفدائيون القيام بعمليات عبر الحدود إلى الداخل المحتل من سوريا ومصر والأردن. ومن قطاع غزة والتي اعتبرت الأرض الوحيدة للحكومة الفلسطينية، أعلنت دولة فلسطين المستقلة في أكتوبر عام 1948، وأصبحت نقطة محورية في نشاط الفدائيين الفلسطينيين. وجهت هجمات الفدائيين على حدود غزة وسيناء مع إسرائيل، وبالمقابل قامت إسرائيل باجراءات انتقامية استهدفت الفدائيين، والتي أثارت بدورها المزيد من الهجمات. اتحدت الجماعات الفدائية الفلسطينية تحت مظلة منظمة التحرير الفلسطينية بعد حرب 1967، وعلى الرغم من هذا الاتحاد إلا أن كل مجموعة احتفظت بزعيم وقوات مسلحة مستقلة.
كان لهزيمة الدول العربية أمام العدوان الإسرائيلي في يونيو/ حزيران 1967 نتائج مباشرة على الصعيد الفلسطيني، تمثّلت في تحرّر النضال الوطني الفلسطيني من قيود الوصاية الرسمية العربية، وسقوط الرهان نهائياً على دور الجيوش النظامية العربية، وخصوصا بعد موافقة مصر والأردن على قرار مجلس الأمن رقم 242 الذي صدر في نوفمبر/ تشرين الثاني 1967، وحلول هدف "إزالة آثار عدوان حزيران" محل هدف "تحرير فلسطين". كما كان من نتائج تلك الهزيمة تعزيز التوجّه الذي بشّرت به حركة فتح، في النصف الأول من الستينيات، ومفاده أن على الشعب الفلسطيني الاعتماد على نفسه في الأساس في معركة تحرير وطنه، باللجوء إلى الكفاح المسلح، باعتباره السبيل الوحيد إلى ذلك. وهكذا، راحت تبرز تنظيمات وحركات فلسطينية جديدة، يسارية وقومية، وتحوّلت ظاهرة الكفاح المسلح الفلسطيني إلى حركة مقاومة، تحظى بتأييد شعبي واسع، ولم يعد الفلسطيني هو اللاجئ أو المشرّد، بل أصبح هو الفدائي الذي يحمل السلاح.
استشهدت إسرائيل بهجمات الفدائيين لتبرر أسباب إطلاقها عداونها المتكرر عام 1956، وعام 1967 وعام 1978 وعام 1982.

## نشيد فدائي
أصبح نشيد فدائي متداولاً عام 1972م، واعتمد نشيداً وطنياً للفلسطينيين بقرار من  اللجنة التنفيذية لمنظمة التحرير الفلسطينية في ذلك العام، وعرف آنذاك بنشيد الثورة الفلسطينية، وهو نشيد قامت حركة التحرير الوطني الفلسطيني فتح باستخدامه في سياق تحويل أسماء المؤسسات الفتحاوية إلى أسماء فلسطينية عامة. ومؤلف نشيد فدائي هو الشاعر سعيد المزين المعروف بفتى الثورة، مؤسس أولى المجلات الفلسطينية المعاصرة التي كانت تصدر باسم (الثورة الفلسطينية)، بينما مُلحنها هو الموسيقار المصري الكبير (علي إسماعيل)، وقد قام الموسيقار اليوناني ميكيس ثيوذوراكيس باعادة التوزيع الموسيقي للنشيد عام 1981 في خطوة رمزية عبر من خلالها عن تضامنه مع الفلسطينيين وقضيتهم العادلة، فيما قام الملحن الفلسطيني حسين نازك بوضع التوزيع الموسيقي النهائي للنشيد عام 2005م.